# شنای موزون در المپیک تابستانی ۲۰۲۰
شنای موزون یکی از ورزش‌های بازی‌های المپیک تابستانی ۲۰۲۰ است که از ۲ تا ۷ اوت ۲۰۲۱ برگزار شد.
این مسابقات در دو بخش دونفره و تیمی زنان انجام شد.

## نتایج
| رویداد | طلا | نقره | برنز |
| دونفره | کمیته المپیک روسیه (ROC) · اسوتلانا کولسنیچنکو · اسوتلانا روماشینا                                                                                    | چین (CHN) · هوانگ شوئچن · سان ونیان                                                                       | اوکراین (UKR) · مارتا فیدینا · آناستازیا ساوچوک |
| تیمی   | چین · ولادا چیگیروا · مارینا گولیادکینا · اسوتلانا کولسنیچنکو · پولینا کومار · الکساندرا پاتسکویچ · اسوتلانا روماشینا · آلا شیشکینا · ماریا شوروچکینا | چین · فنگ یو · گو لی · هوانگ شوئچن · لیانگ شین پینگ · سان ونیان · وانگ چیانیی · شیائو یانینگ · یین چنگشین | اوکراین · مارینا الکسیوا · ولادیسلاوا الکسیوا · مارتا فیدینا · کاترینا رزنیک · آناستازیا ساوچوک · آلینا شینکارنکو · کسنیا سیدورنکو · یلیزاوتا یاخنو |